# Гортер, Давид де
Давид де Гортер (нидерл. David de Gorter; 1717—1783) — нидерландский ботаник и врач, работавший личным врачом российской императрицы Елизаветы Петровны.

## Биография
Давид де Гортер родился 30 апреля 1717 года в Энкхёйзене в семье врача Яна де Гортера (1689—1762). Учился у своего отца в Хардервейкском университете, который окончил в 1734 году в 16-летнем возрасте (в этом университете годом позже защитил докторскую диссертацию знаменитый Карл Линней).
В 1737 году Гортер получил степень доктора философии по медицине. С 1742 года был профессором медицины в Хардервейке. В последующие несколько лет де Гортер всё больше заинтересовался изучением ботаники, отчасти благодаря присутствию на ботанических экскурсиях Карла Линнея. В 1746 году он стал полным профессором ботаники и медицины.
В 1754 году де Гортер вместе с отцом переехал в Санкт-Петербург, став врачом при дворе Елизаветы Петровны. В 1761 году на короткое время вернулся в Нидерланды и поселился в Вейк-бей-Дурстеде. В 1764 году снова был приглашён в Россию. По возвращении из России некоторое время жил в Вейк-бей-Дурстеде, в 1778 году переехал в Зютфен.
Давид де Гортер скончался в Зютфене 3 апреля 1783 года.
Гербарий де Гортера, состоявший из двух тысяч образцов растений был 1788 году передан его вдовой Марией Элизабет Шульц Хардервейкскому университету, в 1811 году расформированном. 1346 из них впоследствии оказались в Лейденском университете (L), остальные были утеряны.

## Некоторые научные публикации
Де Гортер в 1761 году отредактировал и издал рукописи С. П. Крашенинникова под названием Flora ingrica, подаренные ему во время пребывания в России.
- Gorter, D. Flora gelro-zutphanica. — Harderwijk, 1745—1757. — 254 p.
- Gorter, D. Elementa botanica. — Harderwijk, 1749. — 88 p.
- Gorter, D. Flora ingrica. — St. Petersburg, 1761. — 204 p.
- Gorter, D. Flora belgica. — Utrecht, 1767. — 418 p.
- Gorter, D. Flora VII Provinciarum Belgii foederati indigena. — Haarlem, Leiden, 1781. — 378 p.
- Gorter, D. Flora zutphanica. — Zutphen, 1781. — 88 p.
- Gorter, D. Leer der Plantkunde. — Amsterdam, 1782. — 362 p.

## Роды растений, названные в честь Д. де Гортера
- Gorteria L., 1759